# Luka Jelenc
Luka Jelenc, slovenski šolnik in politik, * 16. oktober 1857, Dražgoše, † 4. november 1942, Ljubljana.

## Življenje in delo
Dokončal je nižjo gimnazijo v Kranju in učiteljišče v Ljubljani, kjer je maturiral leta 1881. Izpit za meščanske šole je opravil leta 1898. Učiteljeval je v Hotiču, Šenčurju in v Ljubljani od leta 1899 na I. deški osnovni šoli. Leta 1919 je postal ravnatelj I. deške OŠ, upokojil se je leta 1924.
V Šenčurju se je po njegovem prizadevanju razširila enorazrednica v dvorazrednico, ustanovil je tam bralno in gasilno društvo, v kranjskem okraju pa učiteljsko društvo. V Ljubljani je bil dolgoletni član izvrševalnega odbora narodno-napredne stranke, bil je predsednik Zaveze jugoslovanskih učiteljskih društev (1895–1920), ki se je leta 1920 preimenovala v UJU-poverjeništvo Ljubljani, v katerem je bil do 1926 član glavnega odbora. Bil je prvi predsednik Učiteljske tiskarne, član vodstva Učiteljske hranilnice in posojilnice, Učiteljske samopomoči, član in pozneje predsednik Učiteljskega konvikta, 6 let je bil zastopnik učiteljstva v višjem šolskem svetu, soustanovitelj Zvončka in njegov upravnik, upravni svetnik Tvornice učil in šolskih potrebščin, soustanovitelj in sotrudnik Edinstva (1926), dopisnik Učiteljskega tovariša, Slovenskega naroda, Rodoljuba in Jutra. 
Odlikovan je bil z redom sv. Save IV. stopnje in Belim orlom.
Več let je urejal Ročni zapisnik za učitelje, ob 25-letnici Zaveze avstrijskih jugoslovanskih učiteljskih društev je objavil spominski spis (COBISS)